# Lupinus ynesiae
Lupinus ynesiae är en ärtväxtart som beskrevs av Charles Piper Smith. Lupinus ynesiae ingår i släktet lupiner, och familjen ärtväxter. Inga underarter finns listade i Catalogue of Life.